# 다카야마성

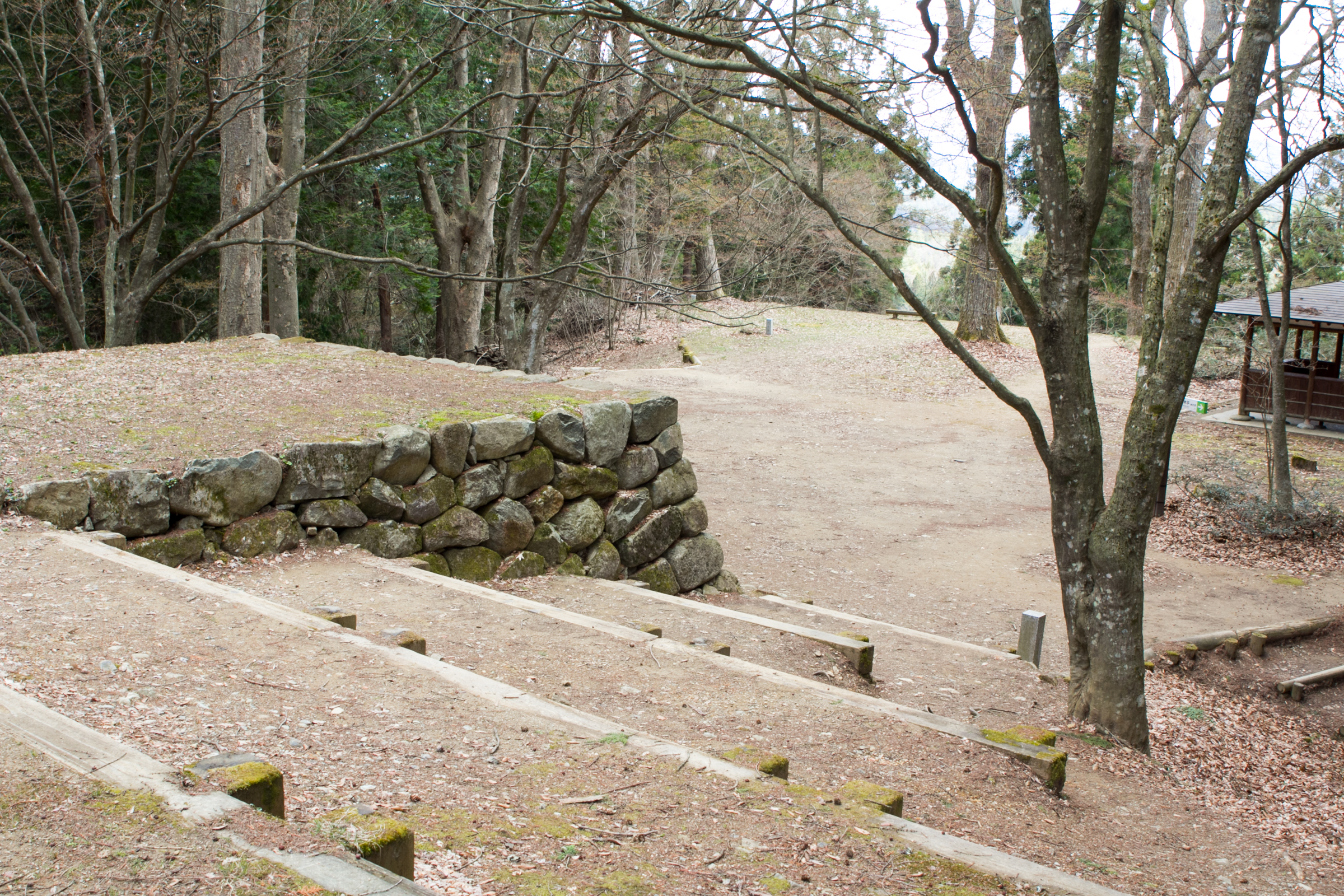

다카야마성(일본어: 高山城 다카야마조[*])은 기후현 다카야마시에 있었던 평산성이다.

## 개요
높이 686.6m의 시로야마 산에 축성된 평산성으로 구루와, 해자, 석벽, 성루 등이 남아있다. 망루형 2층3계의 천수를 가진 비교적 실전에 바탕을 둔 옛 성곽의 형식을 띠고 있다. 이는 오다 노부나가가 축성한 아즈치성의 영향을 받을 것으로 보인다.

## 역사

### 무로마치 시대
분안 연간(1444년 ~ 1448년) 히다 슈고 교고쿠 가문의 가신이였던 다가 노리노부(多賀徳言)가 시로야마에 덴진 산성을 쌓았다. 에세 연간(1504년 ~ 1520년) 무렵에는 산정상부에 덴진 산성을 축성하고 부근을 다카야마로 불렀다고《다카야마 외기(高山外記)》에 기록되어 있다. 단 이설도 존재한다.

### 아즈치모모야마 시대 ~ 에도 시대
미쓰기 요리쓰나가 다카야마로 진출해 히다를 평정하고 마쓰쿠라 산에 마쓰쿠라 성을 축조했다. 그 후, 엣추의 삿사 나리마사와 동맹을 맺어 하시바 히데요시에 대항했다. 1585년 히데요시의 명을 받을 에치젠 오노 성주 가나모리 나가치카가 미쓰기 가문을 공격해 멸하고, 히데요시로부터 히다 3만 3천 석을 영지로 받아 입성한다. 당초 나리치카는 나베야마 성을 거처로 삼으려 했지만, 1588년 버려진 덴진 산성을 이용해 다카야마 성을 축조했다. 1600년 혼마루, 니노마루가 완성된 후, 3년 지난 2대 번주 가나모리 아리시게 때에 산노마루가 정비되었다. 축성과 동시에 조카마치를 재정비해 높은 지대에는 무가저택을 조성하고, 그 아래에는 마을을 두었다. 또, 교토를 본따 히가시야마 산에 사원을 조성했다. 성하 마을이 완전히 정비된 것은 3대 가나모리 시게요리 때였다. 1692년 6대 번주 가나모리 요리토키가 데와 가미노야마번로 이봉되자 다카야마 번은 가나자와 번의 마에다 쓰나노리가 위탁 관리한다. 이후 1695년 막부직할령이 되어 다카야마 성은 마에다 가문에 의해 파각되고, 다이칸(代官)의 거처로 다카야마 진야가 조성된다.
현재는 성터 공원으로 정비되었으며 성터는 현 지정사적에 등재되어 있다. 또, 호렌지(法華寺) 본당은 다카야마 성의 건물을 이축한 것이라고 한다.

## 관광
교통
- JR 도카이 다카야마역에서 하차, 도보로 15분소요.

주변 문화시설 및 관광명소
- 다카야마 진야
- 마쓰쿠라 성터
- 오쿠히다 온천마을
- 히다 고쿠분지
- 히다노사토 - 민속촌
- 히다 다카야마 미술관